# Амелія Великобританська (1711—1786)
Амелія Великобританська (англ. Amelia of Great Britain), при народженні Амелія Софія Елеонора (англ. Amelia Sophia Eleanor;  10 червня 1711, палац Херренхаузена, Ганновер —  31 жовтня 1786, Сохо, Лондон) — друга донька короля Великої Британії, Ірландії та Ганновера Георга II й Кароліни Бранденбург-Ансбахської. Заміж не виходила.

## Життєпис

### Раннє життя

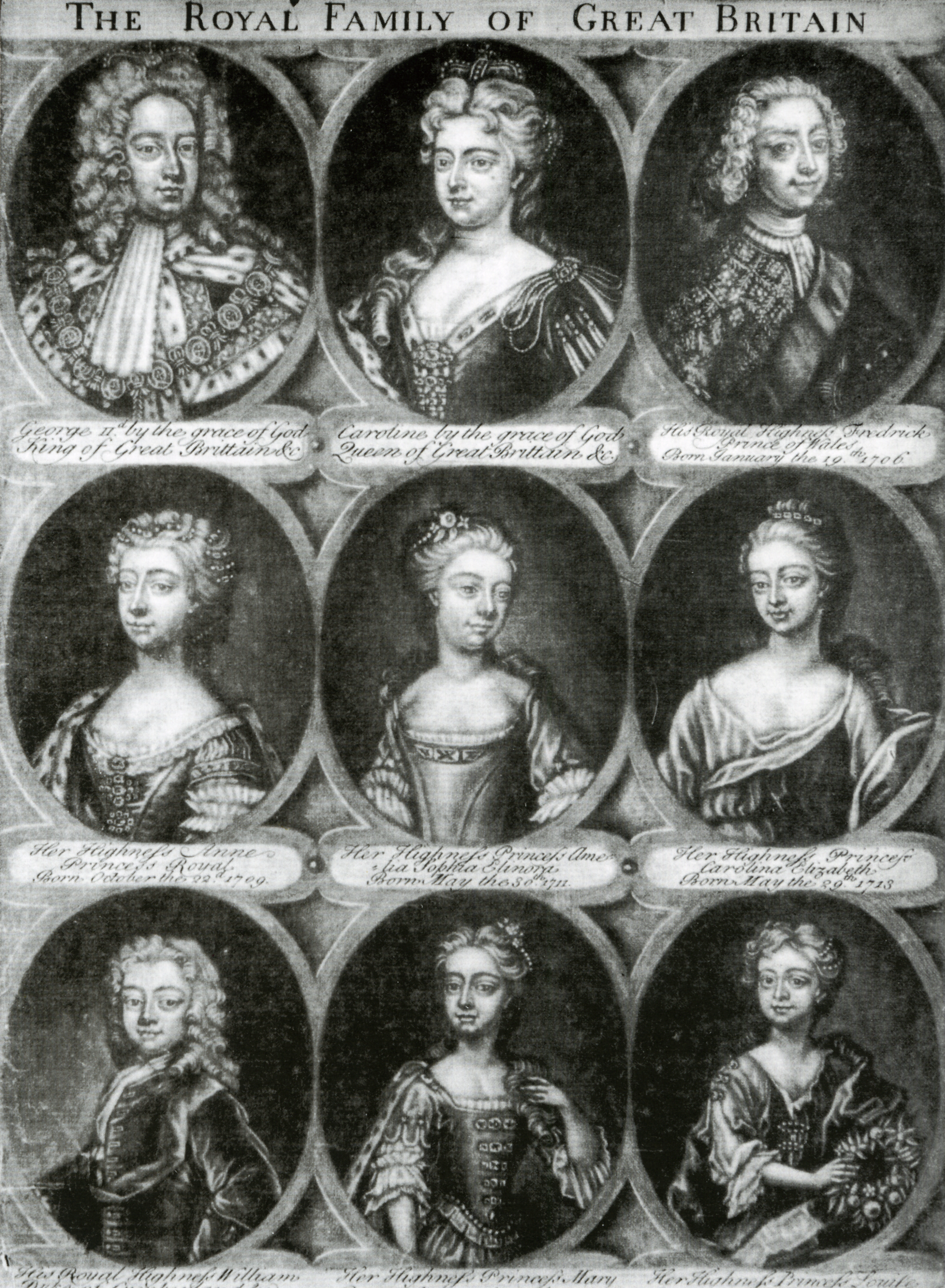
Георг II і Кароліна Бранденбург-Ансбахська з дітьми.
[Принцеса Амелія зображена в центрі середнього ряду.

Принцеса Амелія Софія Еленора народилася 10 липня 1711 року у палаці Херренхаузена, що в німецькому Ганновері. Її батьками були майбутній британський король Георг Людвіг, представник Ганноверського дому, і його дружина Кароліна Бранденбург-Ансбахська. Стала другою дочкою і третьою дитиною в родині, що загалом налічуватиме дев'ятеро дітей. Бабусею і дідусем по лінії батька доводилися курфюрст Ганновера Георг I, який в 1714 році успадкував від своєї троюрідної тітки корону Великої Британії, й Софія Доротея, принцеса Альденська. По материнській лінії принцеса була онукою маркграфа Бранденбург-Ансбахського Йоганна Фрідріха та Елеонори Саксен-Ейзенахської.
Як онука курфюрста Ганновера, Амелія з народження носила титул «Її Найясніша Високість принцеса Амелія Ганноверська». Згідно з Актом про спадкування престолу 1711 року на момент появи на світ принцеса посідала шосте місце у спадкуванні британського престолу після своєї прабабусі, діда, батька, брата і сестри. У сім'ї її називали Емілі.

### Принцеса Великої Британії
1 серпня 1714 року, по смерті бездітної королеви Анни, дід Амелії вступив на британський престол, ставши першим монархом Сполученого Королівства Великої Британії та Ірландії з Ганноверського дому. Батько дівчинки отримав титул герцога Корнуольського і принца Уельського, як спадкоємець престолу першої черги. 27 вересня 1714 Амелія одержала титул «Її Королівська Високість принцеса Великобританська та Ірландська». Спільно з матір'ю і всією сім'єю вони оселилися в Лондоні, зайнявши покої Палацу Святого Якова.
У дитинстві Амелія часто хворіла, але відтак змогла оговтатися від усіх недуг і жити повноцінним життям. За наполяганням матері, яка підтримувала сучасну на той час медицину, Амелії та іншим дітям були зроблені щеплення від віспи, популяризовані Мері Монтегю і Чарльзом Мейтландом.
11 червня 1727 року пішов з життя Георг I. На престол зійшов батько Амелії під ім'ям короля Георга II. З батьком принцеса проводила багато часу, і перебувала біля нього до самої його смерті в 1760 році. Тітка Амелії, сестра короля, Софія Доротея Ганноверська, королева Пруссії, запропонувала їй вийти заміж за свого старшого сина, принца-наступника Фрідріха, майбутнього Фрідріха Великого. Але цю партію не підтримав чоловік Софії Доротеї король Фрідріх Вільгельм I, який згодом одружив сина з Єлизаветою Христиною Брауншвейзькою. Принцеса Амелія могла бути матір'ю композитора Самюеля Арнольда, через зв'язок з простолюдином на ймення Томас Арнольд.
Серед захоплень принцеси були верхова їзда і полювання. Леді Памфлет, сучасниця Амелії, писала про принцесу, що «вона одна з найбільш незвичайних британських принцес, яка закриває вуха на всілякі лестощі, а серце її чесніше нікуди». 

### Подальше життя

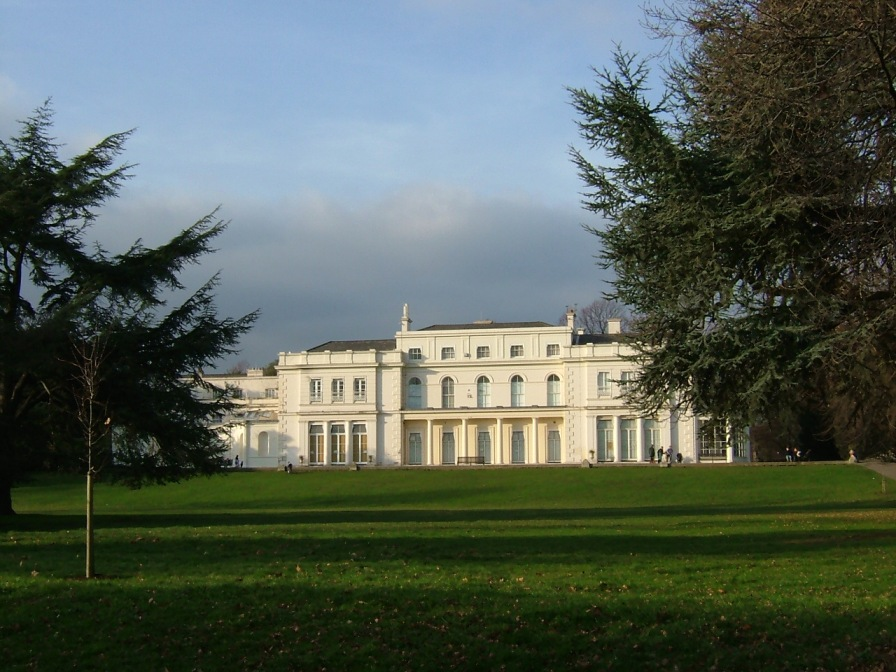
Маєток Ганнерсбері, яким володіла принцеса Амелія

У 1751 році принцеса Амелія стала доглядачкою королівського Річмонд-парку після смерті Роберта Волпола. Обійнявши посаду, вона закрила парк для громадськості, що викликало сильне обурення. За її вказівкам на територію парку пускали тільки членів сім'ї і декількох найближчих друзів. Так тривало до 1758 року, коли місцевому пивоварові Джону Льюїсу був заборонений в'їзд до парку. Він звернувся до суду з вимогою дозволити відвідування парку. Позивач посилався на той факт, що король Карл I, перебуваючи в ув'язненні в межах парку, дозволяв громадськості бувати в ньому. Принцеса Амелія згодом скасувала своє рішення і відкрила парк для громадськості.
Амелія активно займалася благодійністю. Під її патронажем перебувало кілька подібних організацій. У 1760 році вона пожертвувала 100 фунтів товариству бідних дітей-сиріт священнослужителів. Ця сума пішла на оплату навчання для 21 дівчинки з сімей священників Англії. У 1783 році і до смерті вона жертвувала 25 фунтів на рік на будівництво нового лазарету в Нортгемптоні.
1761 року Амелія стала власницею маєтку Ганнерсбері. Під її керівництвом був висаджений великий парк. Між 1777 і 1784 роками вона також володіла купальнями, які в XX столітті були включені до Англійської спадщини і названі на її честь — «Купальні принцеси Амелії». У власності дочки короля перебувала нерухомість на Кавендиш-сквер у лондонському кварталі Сохо, де вона і померла 31 жовтня 1786 року, переживши всіх свої братів і сестер. Після смерті на її шиї був виявлений кулон з мініатюрним портретом принца Фрідріха, її можливого чоловіка. Поховали доньку короля у каплиці Генріха VII у Вестмінстерському абатстві .
На честь принцеси Амелії, дочки короля Георга II, названі острови Амелія-Айленд біля узбережжя США, а також округ Амелія в штаті Вірджинія у США.